# Sari (Pyuthan)
Sari (nep. सारी) – gaun wikas samiti w zachodniej części Nepalu w strefie Rapti w dystrykcie Pyuthan. Według nepalskiego spisu powszechnego z 2001 roku liczył on 726 gospodarstw domowych i 3420 mieszkańców (1932 kobiet i 1488 mężczyzn).
W roku 2020 liczba mieszkańców wyniosła 4302 osoby.